# حاتم بن وردان السعدي
حاتم بن وردان بن مهران السعدي أبو صالح البصري شيخ وفقيه ومحدث من رواة الحديث الكبار المشهورين، عاش في البصرة ومات ودُفِن فيها وكان إمام مسجد أيوب السختياني، قال البخاري: عن عمرو بْن مُحَمَّد: مات سنة 184 هـ.

## شيوخه
- أيوب بن كيسان أبو عثمان البصري.
- برد بن سنان البصري.
- عبد الرحمن بن إسحاق بن عبد الله بن الحارث بن كنانة العامري.
- عبد الله بن عون بن أرطبان أبو عون البصري.
- علي بن زيد بن عبد الله بن زهير بن عبد الله بن جدعان البصري.
- ميمون أبو حمزة الكوفي.
- يونس بن عبيد بن دينار أبو عبد الله البصري.
- يونس بن يزيد الأيلي.

## تلاميذه
- أزهر بن جميل بن جناح الهاشمي.
- إبراهيم بن المستمر الناجي.
- إسحاق بن إبراهيم بن مخلد بن إبراهيم بن مطر.
- إسماعيل بن مسعود الجحدري.
- زكريا بن عدي بن رزيق بن إسماعيل التيمي.
- زياد بن يحيى بن زياد بن حسان بن عبد الله.
- صالح بن حاتم بن وردان أبو محمد البصري.
- ضرار بن صرد أبو نعيم التيمي.
- عبد الله بن محمد بن إبراهيم بن عثمان بن خواستي العبسي.
- عبيد الله بن عمر بن ميسرة الجشمي.
- عفان بن مسلم الصفار .
- علي بن عبد الله بن جعفر بن نجيح المديني.
- عمرو بن علي بن بحر بن كنيز الباهلي.
- فضيل بن حسين بن طلحة الجحدري.
- محمد بن عبد الأعلى أبو صدقة الصنعاني.
- محمد بن عمر بن عبد الله بن فيروز أبو عبد الله الرومي.
- محمد بن موسى بن نفيع الحرشي.
- مسلم بن إبراهيم أبو عمرو الفراهيدي الأزدي.
- معلى بن أسد أبو الهيثم العمي.[3]

## روى عن
- أيوب السختياني.
- برد بْن سنان.
- سعيد بْن إياس الجريري.
- عبد الله بن عون.
- عبد الرحمن بن إسحَاقَ المدني.
- علي بن زيد بن جدعان.
- ميمون بْن حمزة.
- يونس بن عبيد.

## روى عنه
- إبراهيم بْن مُوسَى الرازي.
- أزهر بْن جميل.
- إسحاق بْن إِسْمَاعِيلَ الطالقاني.
- إسحاق بن راهويه.
- إسماعيل بْن مسعود الجحدري.
- الحكم بْن المبارك.
- أَبُو الخطاب زياد بْن يَحْيَى الحساني.
- إبنه صالح بْن حاتم بْن وردان.
- أَبُو نعيم ضرار بْن صرد.
- عبيد اللَّه بْن عمر القواريري.
- عفان بن مسلم الصفار.
- علي بن المديني.
- أَبُو كامل فضيل بْن حسين الجحدري.
- الفيض بْن وثيق الثقفي.
- محمد بْن عَبْدِ اللَّهِ الرزي.
- محمد بْن يزيد الرواس.
- معلى بْن أسد.
- نصر بن علي الجهضمي.
- هريم بْن عَبْدِ الأعلى الأسدي.

## روى له
- البخاري.
- مسلم بن الحجاج.
- الترمذي.
- النسائي.

## مكانته عند علماء الجرح والتعديل
- قال عنه أبو حاتم الرازي: لا بأس به.
- قال عنه أبو داود: ثقة.
- قال عنه أحمد بن شعيب النسائي: ثقة.
- قال عنه أحمد بن صالح الجيلي: ثقة.
- قال عنه ابن حجر العسقلاني: ثقة.
- قال عنه الذهبي: ثقة.
- قال عنه يحيى بن معين: ثقة.
- قال عنه يعقوب الفسوي: ثقة.[4]